# Aldis Intlers
Aldis Intlers (Liepāja, 24 aprile 1965 – 28 agosto 1994) è stato un bobbista lettone, sino al 1991 sovietico.

## Biografia
Viene ricordato come vincitore di una medaglia di bronzo nella sua disciplina, ottenuta ai campionati mondiali del 1989 (edizione tenutasi a Cortina d'Ampezzo, Italia) insieme al connazionale Jānis Ķipurs. Nell'edizione l'oro andò alla nazionale tedesca, l'argento a quella svizzera.
Partecipò a due edizioni delle Olimpiadi invernali concorrendo per la nazionale lettone ed ottenendo come miglior risultato il decimo posto nel bob a due a Lillehammer 1994.
Intlers morì il 28 agosto 1994 in un incidente d'auto, all'età di 29 anni.

## Palmarès

### Mondiali
- 1 medaglia:
  - 1 bronzo (bob a due a Cortina d'Ampezzo 1989).